# Asthenolabus daemonops
Asthenolabus daemonops là một loài tò vò trong họ Ichneumonidae.